# Cyclostremiscus spiceri
Cyclostremiscus spiceri är en snäckart som beskrevs av Baker, Hanna och Strong 1938. Cyclostremiscus spiceri ingår i släktet Cyclostremiscus och familjen Vitrinellidae. Inga underarter finns listade i Catalogue of Life.